# 471301 Robertajmolson
471301 Robertajmolson è un asteroide della fascia principale. Scoperto nel 2006, presenta un'orbita caratterizzata da un semiasse maggiore pari a 2,7308587 au e da un'eccentricità di 0,1704626, inclinata di 8,69205° rispetto all'eclittica.